# Tytus Lemer
Tytus Stefan Lemer (ur. 26 grudnia 1851 w Krywce, zm. 6 lipca 1899 w Sanoku) – polski doktor medycyny, lekarz, działacz społeczny.

## Życiorys

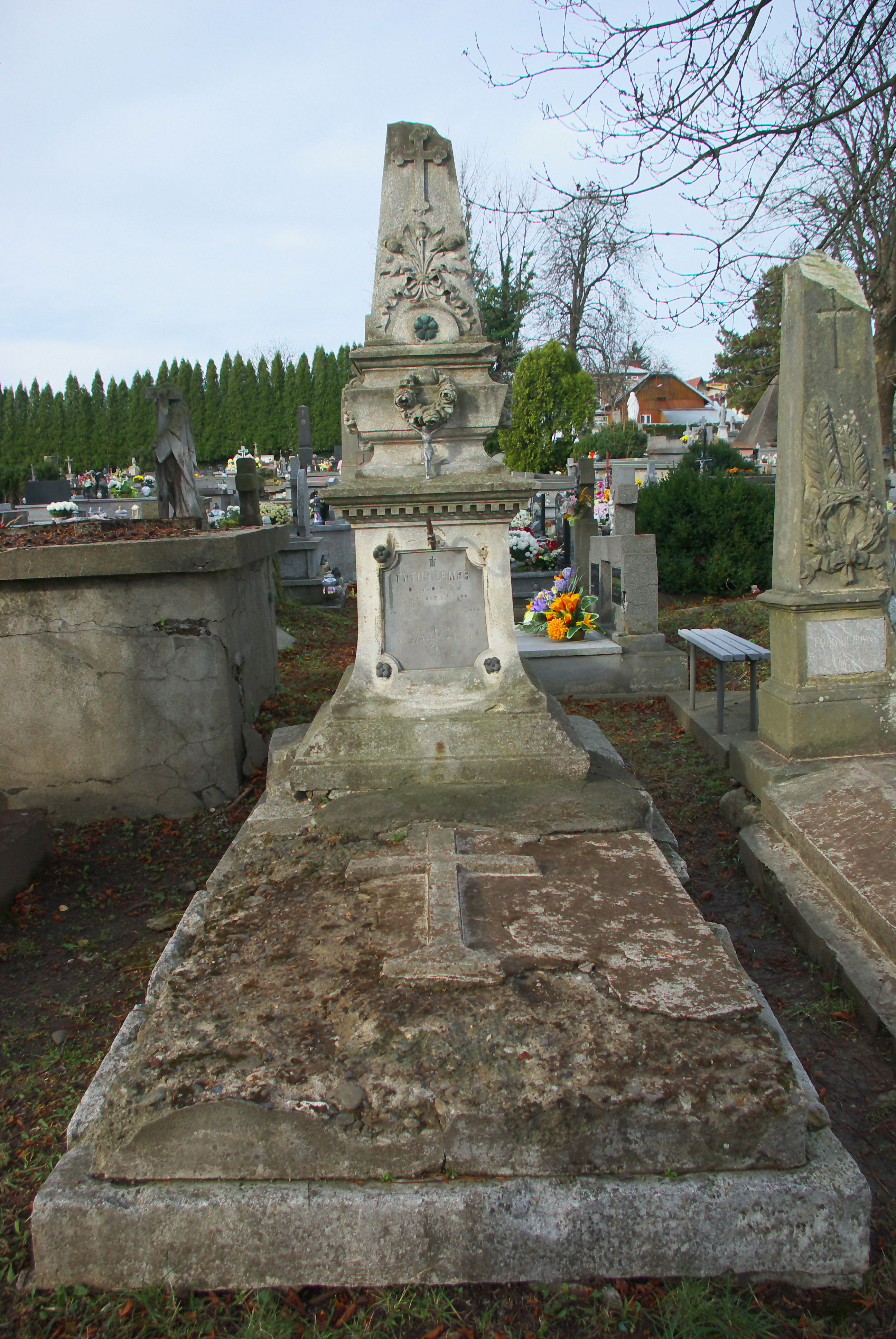
Nagrobek Tytusa Lemera

Urodził się 26 grudnia 1851 w Krywce. Był synem Józefa. 26 czerwca 1871 zdał egzamin dojrzałości w C. K. Gimnazjum w Rzeszowie.
Ukończył studia na Wydziale Wszechnauk Lekarskich Uniwersytetu Jagiellońskiego, uzyskując stopień doktora medycyny. Pracował jako lekarz kolejowy w Zagórzu. Równolegle od około 1885 do około 1887 prowadził tam prywatną praktykę lekarską. Następnie przeprowadził się do Sanoka, gdzie od około 1887 do końca życia praktykował jako lekarz. W Sanoku był także lekarzem tamtejszego oddziału Towarzystwa Wzajemnych Ubezpieczeń w Krakowie. Pracował też w Szpitalu Powszechnym w Sanoku.
W Sanoku udzielał się zarówno w życiu społecznym jak i towarzyskim oraz był powszechnie szanowany i uznawany za jednego z najlepszych miejscowych lekarzy. Był członkiem Rady c. k. powiatu sanockiego wybrany z grupy gmin miejskich i pełnił funkcję członka Wydziału Powiatowego w latach od około 1890 do 1896. Jako delegat C. K. Wydziału Krajowego został członkiem wydziału Szkoły Przemysłowej Uzupełniającej w Sanoku, założonej w 1893. Był członkiem założycielem sanockiego gniazda Polskiego Towarzystwa Gimnastycznego „Sokół”, podczas walnego zgromadzenia 20 listopada 1888 wybrany członkiem wydziału, pozostawał członkiem w kolejnych latach, działał we władzach wydziału pełniąc funkcję zastępcy wydziałowego. Działał w Powiatowej Kasie Zaliczkowej w Sanoku. W 1895 został zastępcą sędziego przysięgłego I kadencji przy trybunale C. K. Sądu Obwodowego w Sanoku. Przez wiele lat należał do Kasyna Urzędniczego w Sanoku. W latach 90. był członkiem oddziału sanocko-lisko-krośnieńskiego C. K. Galicyjskiego Towarzystwa Gospodarskiego we Lwowie. Był też członkiem zwyczajnym Macierzy Szkolnej dla Księstwa Cieszyńskiego.
Zamieszkiwał przy ulicy Tadeusza Kościuszki w Sanoku 181. 20 czerwca 1895 część jego zabudowań strawił pożar. W dniu 4 lipca 1899 nagle zachorował i nazajutrz przeszedł operację przeprowadzoną przez dr. Maksymiliana Rutkowskiego z Krakowa. Zmarł rankiem następnego dnia 6 lipca 1899 w Sanoku w wieku 48 lat po krótkiej chorobie w wyniku zapalenia otrzewnej spowodowanej perforacją wyrostka robaczkowego. Został pochowany w głównej alei cmentarza przy ul. Rymanowskiej w Sanoku 8 lipca 1899 w pogrzebie pod przewodnictwem sanockiego proboszcza, ks. Bronisława Stasickiego. Prawdopodobnym wykonawcą pomnika nagrobnego był Ludwik Tyrowicz. Nagrobek został uznany za obiekt zabytkowy i podlega ochronie prawnej.
Był żonaty z hr. Kazimierą z domu Starzeńską (ur. 1858, córka Kazimierza, siostra Edwarda i Karola, działaczka i członkini zarządu Towarzystwa św. Wincentego à Paulo w Sanoku). W 1896 został ojcem chrzestnym Bolesława Drewińskiego.